# Atyriodes coroiconis
Atyriodes coroiconis är en fjärilsart som beskrevs av Embrik Strand 1921. Atyriodes coroiconis ingår i släktet Atyriodes och familjen mätare. Inga underarter finns listade i Catalogue of Life.